# Državna radna služba
Državna radna služba (DRS) je bila poluvojna radna organizacija, prvenstveno za osobe starosti od 19 do 25 godina. Osnovana je odredbom 30. srpnja 1941. s ciljem obrazovanja mladih ljudi "u nacionalnom duhu" i "nadilaženja klasnih razlika radom za opće dobro". Služba je bila obvezna i trajala je godinu dana. Državna radna služba osnovana je po uzoru na nacistički RAD (Reichsarbeitsdienst).